# Stades de croissance des céréales
Les stades de croissance des céréales sont des étapes de développement des céréales suffisamment caractéristiques pour constituer des séries appelées échelles des stades de croissance, utilisées dans l'appréciation du degré d'avancement d'une culture.

## Échelle BBCH des céréales

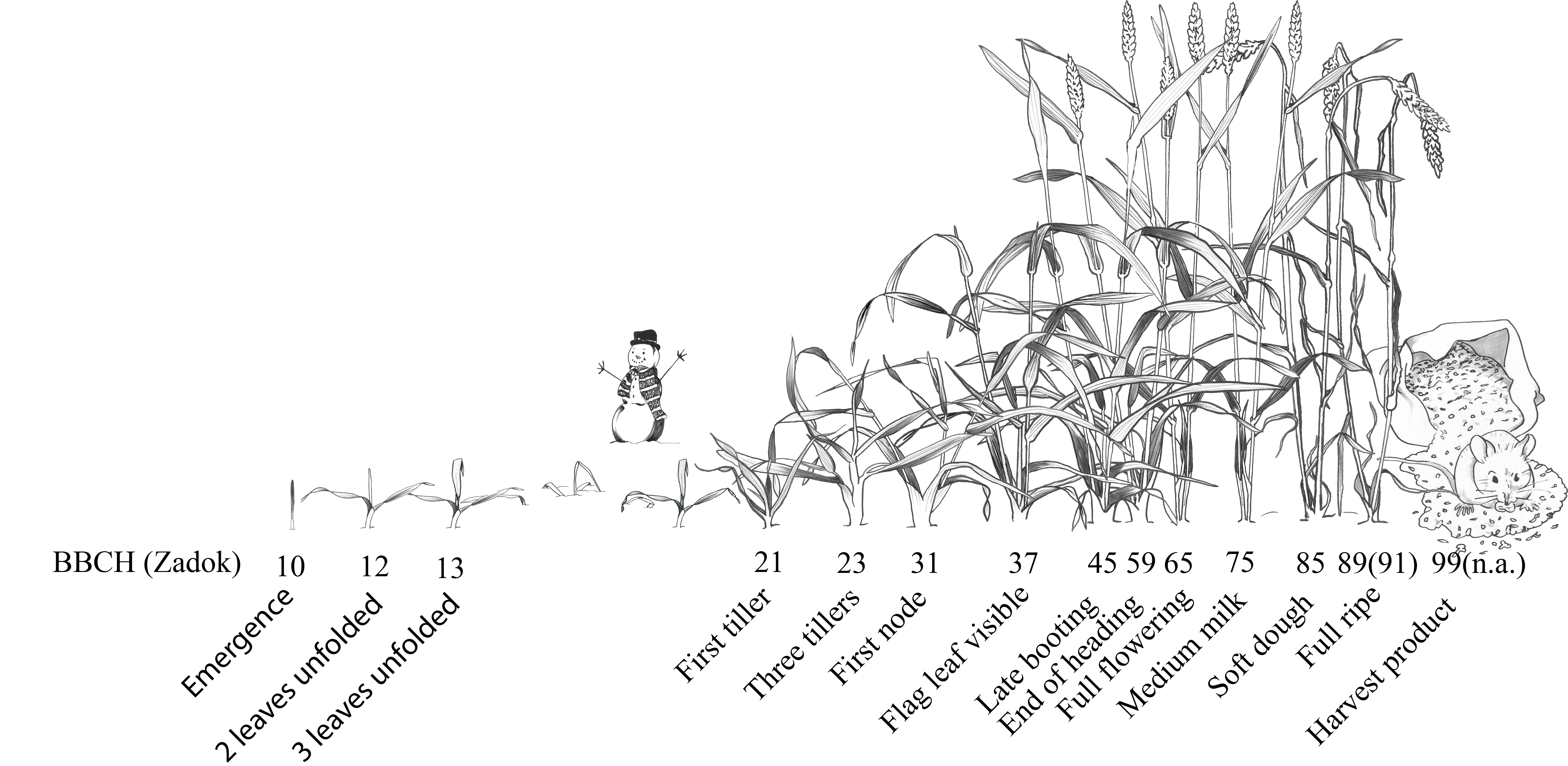
Échelle BBCH des céréales.

En agronomie, l'« échelle BBCH des céréales » décrit le développement phénologique des céréales à l'aide du code BBCH.
Les stades phénologiques de croissance des céréales et leurs codes d'identification BBCH sont les suivants :
| Stade de croissance                                  | Code | Description |
| ---------------------------------------------------- | ---- | --- |
| 0:Germination, levée                                 | 00   | Semence sèche (caryopse sec) |
| 0:Germination, levée                                 | 01   | Début de l'imbibition de la graine |
| 0:Germination, levée                                 | 03   | Imbibition complète de la graine |
| 0:Germination, levée                                 | 05   | La radicule émerge de la graine |
| 0:Germination, levée                                 | 06   | Élongation de la radicule, apparition des poils absorbants et développement des racines secondaires                                                             |
| 0:Germination, levée                                 | 07   | Le coléoptile émerge de la graine |
| 0:Germination, levée                                 | 09   | Levée : le coléoptile perce la surface du sol |
| 1: Développement des feuilles1, 2                    | 10   | La première feuille sort du coléoptile |
| 1: Développement des feuilles1, 2                    | 11   | Première feuille étalée |
| 1: Développement des feuilles1, 2                    | 12   | Deux feuilles étalées |
| 1: Développement des feuilles1, 2                    | 13   | Trois feuilles étalées |
| 1: Développement des feuilles1, 2                    | 1 .  | et ainsi de suite... |
| 1: Développement des feuilles1, 2                    | 19   | Neuf feuilles (ou davantage) étalées |
| 2: Tallage3                                          | 20   | Aucune talle visible |
| 2: Tallage3                                          | 21   | Début du tallage : la première talle est visible |
| 2: Tallage3                                          | 22   | Deux talles visibles |
| 2: Tallage3                                          | 23   | Trois talles visibles |
| 2: Tallage3                                          | 2 .  | et ainsi de suite... |
| 2: Tallage3                                          | 29   | Fin du tallage. Nombre maximum de talles visibles |
| 3: Élongation de la tige principale                  | 30   | Début de la montaison : pseudo-tiges et talles dressées, début d'élongation du premier entre-nœud, inflorescence au plus à 1 cm au-dessus du plateau de tallage |
| 3: Élongation de la tige principale                  | 31   | Le premier nœud est au plus à 1 cm au-dessus du plateau de tallage                                                                                              |
| 3: Élongation de la tige principale                  | 32   | Le deuxième nœud est au plus à 2 cm au-dessus du premier nœud                                                                                                   |
| 3: Élongation de la tige principale                  | 33   | Le troisième nœud est au plus à 2 cm au-dessus du deuxième nœud                                                                                                 |
| 3: Élongation de la tige principale                  | 3 .  | et ainsi de suite... |
| 3: Élongation de la tige principale                  | 37   | La dernière feuille est juste visible et reste enroulée sur elle-même                                                                                           |
| 3: Élongation de la tige principale                  | 39   | Stade de la feuille-drapeau : le limbe de la dernière feuille est entièrement étalé, la ligule est visible                                                      |
| 4: Montaison (gonflement de l'épi ou de la panicule) | 41   | Début du gonflement : élongation de la gaine foliaire de la dernière feuille                                                                                    |
| 4: Montaison (gonflement de l'épi ou de la panicule) | 43   | Milieu du gonflement : la gaine foliaire de la dernière feuille est visiblement gonflée                                                                         |
| 4: Montaison (gonflement de l'épi ou de la panicule) | 45   | Fin du gonflement : gonflement maximal de la gaine foliaire de la dernière feuille                                                                              |
| 4: Montaison (gonflement de l'épi ou de la panicule) | 47   | La gaine foliaire de la dernière feuille s’ouvre |
| 4: Montaison (gonflement de l'épi ou de la panicule) | 49   | Les premières arêtes (barbes) sont visibles (chez les variétés aristées)                                                                                        |
| 5: Épiaison (sortie de l'inflorescence)              | 51   | Début de l’épiaison : l'extrémité de l’inflorescence est sortie de la gaine, l'épillet supérieur est à peine visible                                            |
| 5: Épiaison (sortie de l'inflorescence)              | 52   | 20 % de l'inflorescence est sortie |
| 5: Épiaison (sortie de l'inflorescence)              | 53   | 30 % de l'inflorescence est sortie |
| 5: Épiaison (sortie de l'inflorescence)              | 54   | 40 % de l'inflorescence est sortie |
| 5: Épiaison (sortie de l'inflorescence)              | 55   | Milieu de l’épiaison, la moitié de l'inflorescence est sortie                                                                                                   |
| 5: Épiaison (sortie de l'inflorescence)              | 56   | 60 % de l'inflorescence est sortie |
| 5: Épiaison (sortie de l'inflorescence)              | 57   | 70 % de l'inflorescence est sortie |
| 5: Épiaison (sortie de l'inflorescence)              | 58   | 80 % de l'inflorescence est sortie |
| 5: Épiaison (sortie de l'inflorescence)              | 59   | Fin de l'épiaison, l'inflorescence est complétement sortie de la gaine                                                                                          |
| 6: Floraison, anthèse                                | 61   | Début de la floraison, les premières anthères sont visibles |
| 6: Floraison, anthèse                                | 65   | Pleine floraison, 50 % des anthères sont sorties |
| 6: Floraison, anthèse                                | 69   | Fin de la floraison, tous les épillets ont fleuri, mais quelques anthères desséchées peuvent subsister                                                          |
| 7: Développement des graines                         | 71   | Stade aqueux : les premières graines ont atteint la moitié de leur taille finale                                                                                |
| 7: Développement des graines                         | 73   | Début du stade laiteux |
| 7: Développement des graines                         | 75   | Stade mi-laiteux : contenu de la graine laiteux, les graines ont atteint leur taille finale mais sont toujours vertes                                           |
| 7: Développement des graines                         | 77   | Fin du stade laiteux |
| 8: Maturation des graines                            | 83   | Début du stade pâteux |
| 8: Maturation des graines                            | 85   | Stade pâteux mou : contenu de la graine tendre mais sec, une empreinte faite avec l’ongle est réversible                                                        |
| 8: Maturation des graines                            | 87   | Stade pâteux dur : contenu de la graine dur, une empreinte faite avec l’ongle est irréversible                                                                  |
| 8: Maturation des graines                            | 89   | Maturation complète : le caryopse est dur et difficile à couper en deux avec l’ongle                                                                            |
| 9: Sénescence                                        | 92   | Sur-maturité : le caryopse est très dur, ne peut pas être marqué à l’ongle                                                                                      |
| 9: Sénescence                                        | 93   | Des graines se détachent pendant la journée |
| 9: Sénescence                                        | 97   | La plante meurt et s'affaisse |
| 9: Sénescence                                        | 99   | Produit récolté |

- 1 Une feuille est étalée lorsque sa ligule est visible ou que la pointe de la feuille suivante est visible.
- 2 Le tallage ou l'élongation de la tige peuvent se produire plus tôt qu'au stade 13 ; dans ce cas continuer au stade 21.
- 3 Si l'élongation de la tige commence avant la fin du tallage, continuer au stade 30.

## Échelle de Feekes
L'échelles de Feekes est un système d'identification de la croissance et du développement des céréales cultivées mises au point par l'agronome Willem Feekes (1907-1979) en 1941,.
Cette échelle est plus largement utilisée aux États-Unis que d'autres échelles similaires et plus descriptives,, telles que l'échelle de Zadoks ou le code BBCH. À l'instar d'autres échelles de développement des plantes cultivées, l'échelle de Feekes est utile pour planifier des stratégies de gestion qui intègrent les informations sur la croissance des plantes pour optimiser l'utilisation de produits phytosanitaires ou d'engrais afin d'éviter de causer des dégâts aux cultures et maximiser leur rendement.
| Stades de croissance des céréales selon l'échelle de Feekes | Stades de croissance des céréales selon l'échelle de Feekes |
| ----------------------------------------------------------- | --- |
| Stage                                                       | Description |
| Tallage                                                     | |
| 1                                                           | Une seule pousse (le nombre de feuilles peut être ajouté), la première feuille traverse le coléoptile.                                                                              |
| 2                                                           | Début du tallage ; main shoot and one tiller. |
| 3                                                           | Talles formées ; feuilles souvent tordues en spirale. Pousse principale et six talles. Chez certaines variétés de blé d'hiver, les plantes peuvent être « rampantes » ou prostrées. |
| 4                                                           | Début de l'érection de la pseudo-tige ; les gaines foliaires commencent à s'allonger                                                                                                |
| 5                                                           | Pseudo-tige (formée par les gaines des feuilles) fortement érigée. |
| Élongation de la tige                                       | |
| 6                                                           | Le premier nœud de la tige est visible à la base de la pousse. |
| 7                                                           | Le deuxième nœud de la tige est formé ; avant-dernière feuille à peine visible. |
| 8                                                           | La feuille-drapeau (dernière feuille) est visible mais encore enroulée ; l'épi commence à gonfler                                                                                   |
| 9                                                           | La ligule de la feuille-drapeau est à peine visible |
| 10                                                          | La gaine de la feuille-drapeau complètement formée ; épi gonflé mais pas encore visible                                                                                             |
| Épiaison                                                    | |
| 10.1                                                        | Le premier épillet est à peine visible |
| 10.2                                                        | Un quart du processus d'épiaison achevé |
| 10.3                                                        | La moitié du processus d'épiaison achevée |
| 10.4                                                        | Trois quarts du processus d'épiaison achevés |
| 10.5                                                        | Tous les épis sont sortis des gaines |
| Floraison                                                   | |
| 10.51                                                       | Début de la floraison |
| 10.52                                                       | Floraison achevée au sommet de l'épi |
| 10.53                                                       | Floraison achevée à la base de l'épi |
| 10.54                                                       | Floraison achevée ; grain au stade aqueux |
| Maturation                                                  | |
| 11.1                                                        | Stade laiteux |
| 11.2                                                        | Grain farineux ; contenu du grain tendre mais sec. Stade pâteux mou. |
| 11.3                                                        | Grain dur (difficile à couper en deux avec l'ongle). |
| 11.4                                                        | Grain mûr, prêt à moissonner. Paille sèche. |

## Échelle de Zadoks
L'échelle de Zadoks est une échelle de développement des céréales, mise au point par le phytopathologiste néerlandais Jan C. Zadoks (nl), qui est largement utilisée en agronomie et en recherche sur les céréales. 
La connaissance des stades de développement d'une plante cultivée est essentielle pour les producteurs qui doivent prendre de nombreuses décisions de gestion. Ces stades de développement sont représentés sur une échelle allant de 10 à 92. Dans certains pays, par exemple, les applications d'engrais azotés et d'herbicides doivent être achevées pendant le stade du tallage.
En France, la recommandation pour la première application d'azote sur le blé est de 6 semaines avant le stade Z30, avec la deuxième application au stade Z30. Les régulateurs de croissance du blé sont généralement appliquées au stade Z30. La lutte contre les maladies est le plus critique pendant les stades d'élongation de la tige et de l'épiaison (Z31, Z32, Z35), en particulier dès que la feuille-drapeau est sortie (stade Z37). La culture est également plus sensible à la chaleur ou au gel à certains stades qu'à d'autres (par exemple, lors de la phase de méiose, la culture est très sensible aux basses températures). Il est essentiel de connaître le stade de croissance de la culture pour décider des traitements à faire.
Exemples de stades caractéristiques :
- pendant le tallage
  - Z10 : une feuille
  - Z21 : début du tallage
- pendant l'élongation de la tige
  - Z30 : l'épi a un centimètre de long chez le blé
  - Z31 : premier nœud visible
  - Z32 : second nœud visible
  - Z37 : feuille-drapeau (dernière feuille)
- pendant l'épiaison 
  - Z55 : l'épi est à moitié dégagé
- pendant la maturation
  - Z92 : les grains sont mûrs

## Comparaison des échelles de stades de croissance
| Comparaison des échelles des stades de croissance | Comparaison des échelles des stades de croissance | Comparaison des échelles des stades de croissance | Comparaison des échelles des stades de croissance   |
| ------------------------------------------------- | ------------------------------------------------- | ------------------------------------------------- | --------------------------------------------------- |
| Échelle de Zadoks                                 | Échelle de Feekes                                 | Échelle de Haun                                   | Description                                         |
| Germination                                       |                                                   |                                                   |                                                     |
| 00                                                |                                                   |                                                   | Graines sèches                                      |
| 01                                                |                                                   |                                                   | Début de l'imbibition                               |
| 03                                                |                                                   |                                                   | Imbibition achevée                                  |
| 05                                                |                                                   |                                                   | La radicule émerge de la graine                     |
| 07                                                |                                                   |                                                   | Le coléoptile émerge de la graine                   |
| 09                                                |                                                   | 0.0                                               | La feuille arrive juste à l'extrémité du coléoptile |
| Croissance de la plantule                         |                                                   |                                                   |                                                     |
| 10                                                | 1                                                 |                                                   | La première feuille traverse le coléoptile          |
| 11                                                |                                                   | 1.+                                               | La première feuille est étalée                      |
| 12                                                |                                                   | 1.+                                               | Deux feuilles étalées                               |
| 13                                                |                                                   | 2.+                                               | Trois feuilles étalées                              |
| 14                                                |                                                   | 3.+                                               | Quatre feuilles étalées                             |
| 15                                                |                                                   | 4.+                                               | Cinq feuilles étalées                               |
| 16                                                |                                                   | 5.+                                               | Six feuilles étalées                                |
| 17                                                |                                                   | 6.+                                               | Sept feuilles étalées                               |
| 18                                                |                                                   | 7.+                                               | Huit feuilles étalées                               |
| 19                                                |                                                   |                                                   | Neuf feuilles ou plus étalées                       |
| Tallage                                           |                                                   |                                                   |                                                     |
| 20                                                |                                                   |                                                   | Pousse principale seulement                         |
| 21                                                | 2                                                 |                                                   | Pousse principale et une talle                      |
| 22                                                |                                                   |                                                   | Pousse principale et deux talles                    |
| 23                                                |                                                   |                                                   | Pousse principale et trois talles                   |
| 24                                                |                                                   |                                                   | Pousse principale et quatre talles                  |
| 25                                                |                                                   |                                                   | Pousse principale et cinq talles                    |
| 26                                                | 3                                                 |                                                   | Pousse principale et six talles                     |
| 27                                                |                                                   |                                                   | Pousse principale et sept talles                    |
| 28                                                |                                                   |                                                   | Pousse principale et huit talles                    |
| 29                                                |                                                   |                                                   | Pousse principale et neuf talles ou plus            |
| Élongation de la tige                             |                                                   |                                                   |                                                     |
| 30                                                | 4-5                                               |                                                   | Pseudo-tige érigée                                  |
| 31                                                | 6                                                 |                                                   | Premier nœud visible                                |
| 32                                                | 7                                                 |                                                   | Deuxième nœud visible                               |
| 33                                                |                                                   |                                                   | Troisième nœud visible                              |
| 34                                                |                                                   |                                                   | Quatrième nœud visible                              |
| 35                                                |                                                   |                                                   | Cinquième nœud visible                              |
| 36                                                |                                                   |                                                   | Sixième nœud visible                                |
| 37                                                | 8                                                 |                                                   | Feuille-drapeau à peine visible                     |
| 39                                                | 9                                                 |                                                   | Ligule/collet de la feuille-drapeau à peine visible |
| Gonflement                                        |                                                   |                                                   |                                                     |
| 40                                                |                                                   |                                                   | -                                                   |
| 41                                                |                                                   | 8-9                                               | Allongement de la gaine de la feuille-drapeau       |
| 45                                                | 10                                                | 9.2                                               | Épis à peine gonflés                                |
| 47                                                |                                                   |                                                   | Gaine de la feuille-drapeau ouverte                 |
| 49                                                |                                                   | 10.1                                              | Premières arêtes visibles                           |
| Émergence de l'inflorescence                      |                                                   |                                                   |                                                     |
| 50                                                | 10.1                                              | 10.2                                              | Le premier épillet de l'inflorescence est visible   |
| 53                                                | 10.2                                              |                                                   | Un quart de l'inflorescence émergé                  |
| 55                                                | 10.3                                              | 10.5                                              | La moitié de l'inflorescence émergée                |
| 57                                                | 10.4                                              | 10.7                                              | Les trois quarts de l'inflorescence émergés         |
| 59                                                | 10.5                                              | 11.0                                              | Émergence de l'inflorescence achevée                |
| Anthèse                                           |                                                   |                                                   |                                                     |
| 60                                                | 10.51                                             | 11.4                                              | Début de l'anthèse                                  |
| 65                                                |                                                   | 11.5                                              | Milieu de l'anthèse                                 |
| 69                                                |                                                   | 11.6                                              | Anthèse achevée                                     |
| Stade laiteux                                     |                                                   |                                                   |                                                     |
| 70                                                |                                                   |                                                   | -                                                   |
| 71                                                | 10.54                                             | 12.1                                              | Grain au stade aqueux                               |
| 73                                                |                                                   | 13.0                                              | Début du stade laiteux                              |
| 75                                                | 11.1                                              |                                                   | Milieu du stade laiteux                             |
| 77                                                |                                                   |                                                   | Fin du stade laiteux                                |
| Stade pâteux                                      |                                                   |                                                   |                                                     |
| 80                                                |                                                   |                                                   | -                                                   |
| 83                                                |                                                   | 14.0                                              | Début du stade pâteux                               |
| 85                                                | 11.2                                              |                                                   | Stade pâteux mou                                    |
| 87                                                |                                                   | 15.0                                              | Stade pâteux dur                                    |
| Maturation                                        |                                                   |                                                   |                                                     |
| 90                                                |                                                   |                                                   | -                                                   |
| 91                                                | 11.3                                              |                                                   | Grain dur (difficile à couper en deux avec l'ongle) |
| 92                                                | 11.4                                              | 16.0                                              | Grain dur (impossible à marquer avec l'ongle)       |
| 93                                                |                                                   |                                                   | Grains se détachant durant la journée               |
| 94                                                |                                                   |                                                   | Sur-maturité, paille morte et affaissée             |
| 95                                                |                                                   |                                                   | Graine dormante                                     |
| 96                                                |                                                   |                                                   | Graine viable donnant 50 % de germination           |
| 97                                                |                                                   |                                                   | Graine non dormante                                 |
| 98                                                |                                                   |                                                   | Induction de la dormance secondaire                 |
| 99                                                |                                                   |                                                   | Perte de la dormance secondaire                     |